# أبراهام لينكولن (تمثال 1920)

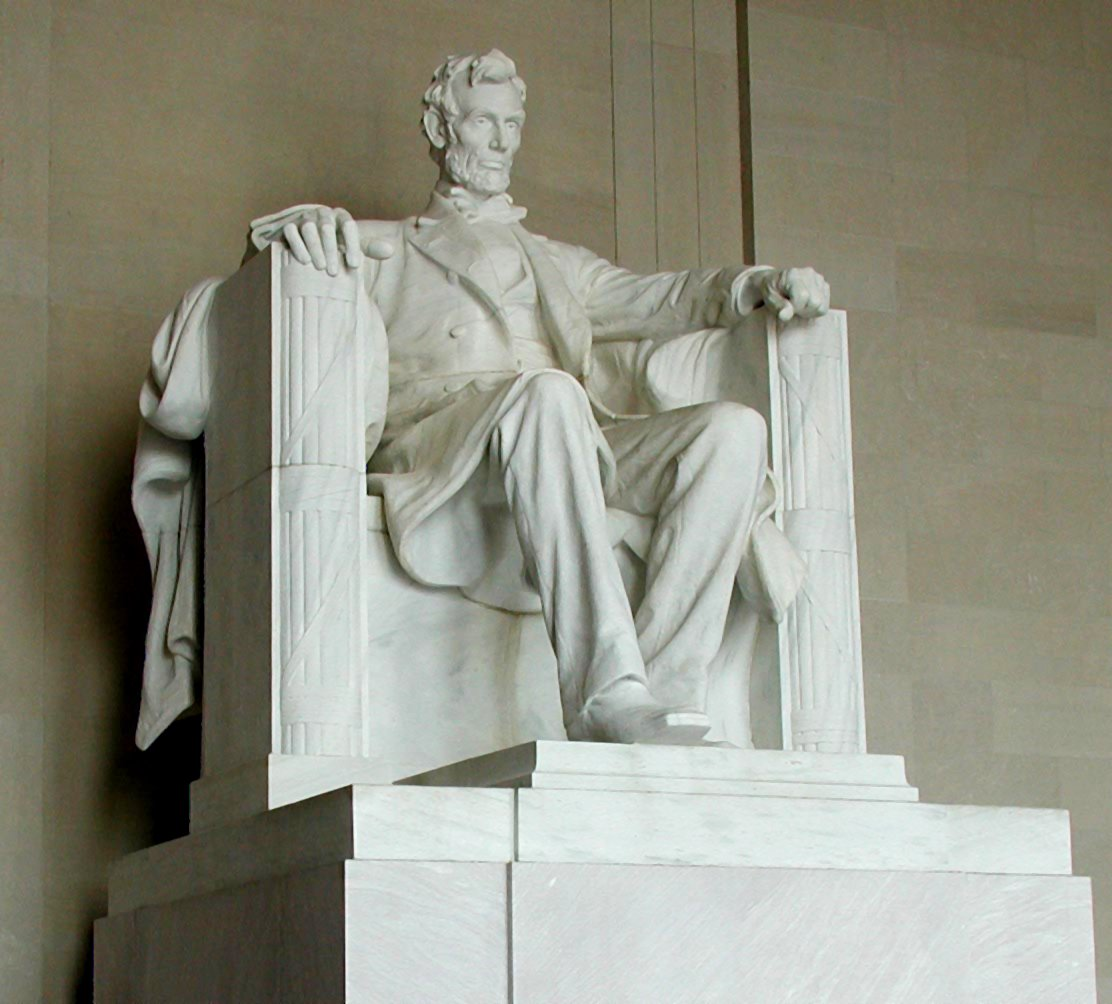
نصب لينكولن التذكاري.

تمثال أبراهام لينكولن (1920) هو تمثال ضخم يجسد الرئيس الأمريكي أبراهام لينكولن (ولد عام 1809- وتوفي عام 1865) تم نحته من قبل النحات دانيل تشستر فرانس (1850-1931) والإخوة بيسيريلي. بدأ العمل في بناء النصب عام 1914 وتم الانتهاء منه عام 1922 ويقع في المركز التجاري الوطني، واشنطن العاصمة، الولايات المتحدة، ولقد تم الكشف عنه في عام 1922. يعتبر هذا العمل ضمن تقاليد الفنون الجميلة وضمن عصر النهضة الأمريكي.

## وصلات خارجية
- Abraham Lincoln (1920 statue)